# Tapinocyba mitis
Tapinocyba mitis är en spindelart som först beskrevs av O. Pickard-Cambridge 1882.  Tapinocyba mitis ingår i släktet Tapinocyba och familjen täckvävarspindlar. Inga underarter finns listade i Catalogue of Life.